# Micropterygioideae
Micropterygioideae, jedna od sedam potporodica jetrenjarki iz porodice Lepidoziaceae. Sastoji se od dva roda s 29 vrsta; jedan rod je monotipičan.

## Rodovi
1. Micropterygium Gottsche, Lindenb. & Nees
2. Mytilopsis Spruce